# Juan de Pareja

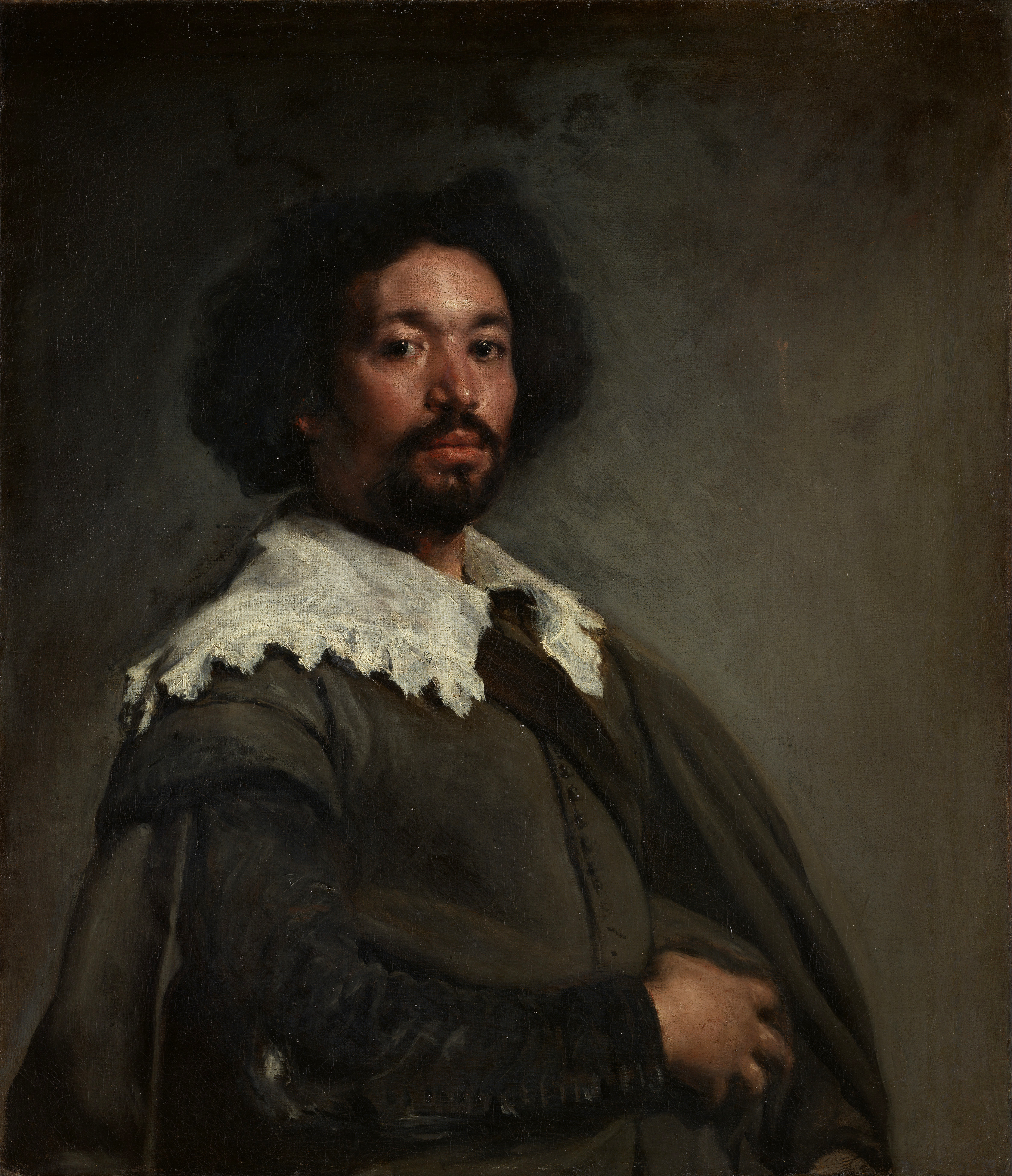
Porträt des Juan de Pareja (Diego Velázquez 1650)

Juan de Pareja (spr. -echa;) genannt el Esclavo (* 1606 oder 1610 in Antequera; † 1670 in Madrid) war ein spanischer Maler.

## Leben
Juan war Sohn eines Juan de Pareja aus Antequera in der Diözese Malaga. Seine Mutter war eine maurische Sklavin, deren Vornamen „Zulema“ war und die in seiner frühen Kindheit starb. Die Quellen zu Parejas Leben und seiner Tätigkeit als Maler sind spärlich und tragen legendenhafte Züge. Wegen seiner Herkunft auch als Mulatte oder Mischling bezeichnet, erbte der Maler Diego Velázquez den Sklaven offenbar von einer Tante und nahm ihn in seine Dienste. Er beschäftigte ihn als Gehilfen in seiner Werkstatt und nahm ihn auf Reisen mit, er war aber kein offizieller Schüler. In der 1650 vor einem italienischen Notar protokollierten Freilassungsurkunde berichtete Velázquez:

“asserens multis annis retinuisse penes se uti captivum, vulgo dicitur per schiavo, Ioannem de Parecha filium quondam alterius Ioannis de Parecha de Antechera Malaghensis diocesis, cuius operam et servitium ipse Ioannes sibi bene et fideliter praesitit […]”

„Er gibt an, er habe viele Jahre lang einen Gefangenen bei sich gehalten, gemeinhin Sklave genannt, Johannes de Parecha, Sohn eines anderen Johannes de Parecha aus Antequera in der Diözese Malaga. Dieser Johannes hat seine Arbeit und Dienste gut und treu geleistet […]“

In einem Schriftstück, dessen Authentizität in der Forschung strittig ist, soll Pareja 1630 selbst angegeben haben, dass er zu diesem Zeitpunkt bereits ein professioneller Maler in Sevilla war und plante, nach Madrid zu gehen, um sich bei seinem Bruder Jusepe weiterzubilden, der ebenfalls Maler sei. Velázquez erwähnt er darin nicht. Es ist unklar, ob diese Notiz wirklich von ihm stammt und wie und wann genau er Assistent oder Sklave von Velázquez wurde, den er auf dessen Italienreise von 1648 bis 1651 begleitete. Velázquez hat dort ein Porträt von seinem Gehilfen angefertigt, das 1650 im Portikus des Pantheon ausgestellt wurde. Pareja war zu diesem Zeitpunkt etwa vierzig Jahre alt.
In Italien ließ Velázquez am 23. November 1650 ein Freilassungsversprechen beurkunden, mit dem er Pareja nach vier Jahren (also 1654) aus der Gefangenschaft entließ. Von diesem Zeitpunkt an arbeitete Pareja als unabhängiger Maler in Madrid und fertigte Porträts und großformatige Gemälde mit religiöser Thematik an. Pareja lebte bis zu dessen Tod im Haushalt von Velázquez und danach bei dessen Schwiegersohn Juan Bautista Mazo. Seine erhaltenen datierten Werke, deren Stil von Werken des Velazquez abweicht, wurden zwischen 1658 und 1669 ausgeführt. Sie weisen zwar eine kompetente Kenntnis des Malerhandwerks auf, sind aber eher rudimentär in der Ausführung und umständlich in der Komposition. Vermutlich übertrug Velazquez ihm vor allem geringfügige Aufgaben wie das Mahlen und Mischen von Pigmenten, das Vorbereiten von Lacken, das Fixieren von Leinwänden auf Keilrahmen und das Grundieren.
Pareja war fast 45 Jahre lang versklavt. Bekannt ist er vor allem durch das außergewöhnliche Porträt, das Velázquez 1650 von ihm angefertigt hat. 1971 wurde das Porträt vom Metropolitan Museum of Art in New York für 5,5 Millionen Dollar erworben.

## Werke (Auswahl)

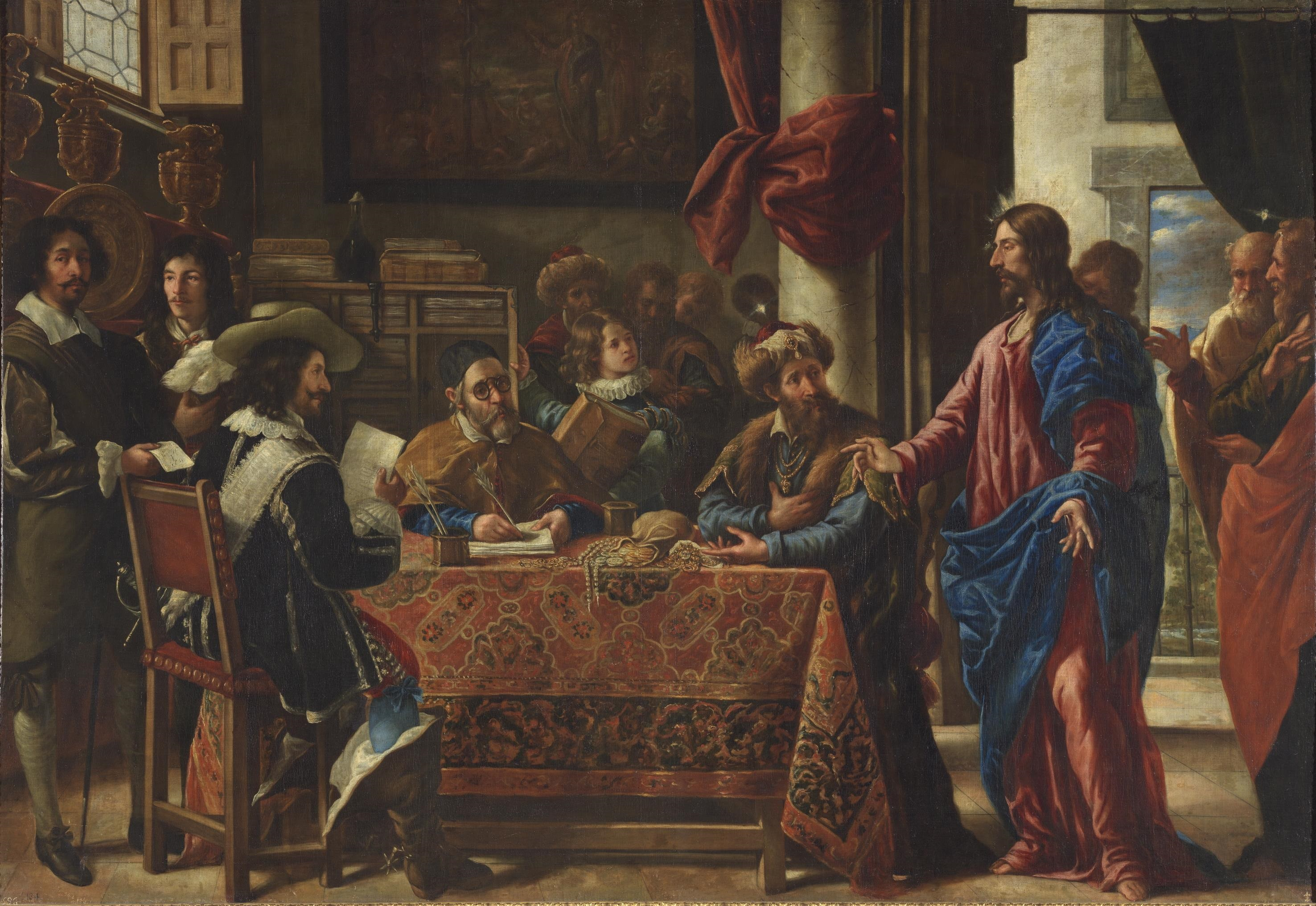
Die Berufung des Hl. Matthäus, Juan de Pareja auf dem Bild ganz links

Von Pareja sind insgesamt etwa zehn Porträts und religiöse Bilder erhalten. In seinem Bild Die Berufung des Hl. Matthäus, hat er sich selbst dargestellt.
- Die Berufung des Evangelisten Matthäus (1661, Museo del Prado)
- Die Taufe Christi (in Santa Trinidad zu Toledo)
- Die Heiligen Johannes Evangelista und Orontius (Augustiner-Rekollekten in Mexico)
- Die Madonna de Guadalupe (Augustiner-Rekollekten in Madrid)